# Liste der Bodendenkmäler in Munningen
Auf dieser Seite sind die Bodendenkmäler in der schwäbischen Gemeinde Munningen zusammengestellt. Diese Tabelle ist eine Teilliste der Liste der Bodendenkmäler in Bayern. Grundlage ist die Bayerische Denkmalliste, die auf Basis des Bayerischen Denkmalschutzgesetzes vom 1. Oktober 1973 erstmals erstellt wurde und seither durch das Bayerische Landesamt für Denkmalpflege geführt wird. Die folgenden Angaben ersetzen nicht die rechtsverbindliche Auskunft der Denkmalschutzbehörde.

## Bodendenkmäler der Gemeinde Munningen

### Bodendenkmäler in der Gemarkung Laub
| Lage            | Objekt | Akten-Nr.     | Bild |
| --------------- | --- | ------------- | ---- |
| Laub (Standort) | Siedlung der Urnenfelderzeit, Grabhügel vorgeschichtlicher Zeitstellung.                                     | D-7-7029-0235 |      |
| Laub (Standort) | Siedlung der Bronzezeit und der Hallstattzeit.                                                               | D-7-7029-0246 |      |
| Laub (Standort) | Siedlung des Neolithikums, der Bronzezeit, der Hallstattzeit und der Latènezeit.                             | D-7-7029-0253 |      |
| Laub (Standort) | Siedlung vorgeschichtlicher und römischer Zeitstellung.                                                      | D-7-7029-0254 |      |
| Laub (Standort) | Siedlung vorgeschichtlicher Zeitstellung und der römischen Kaiserzeit.                                       | D-7-7029-0260 |      |
| Laub (Standort) | Siedlung des Neolithikums, der Bronzezeit, der Latènezeit und der römischen Kaiserzeit.                      | D-7-7029-0413 |      |
| Laub (Standort) | Siedlung vorgeschichtlicher Zeitstellung.                                                                    | D-7-7029-0496 |      |
| Laub (Standort) | Siedlung vorgeschichtlicher Zeitstellung.                                                                    | D-7-7029-0497 |      |
| Laub (Standort) | Siedlung vorgeschichtlicher Zeitstellung.                                                                    | D-7-7029-0498 |      |
| Laub (Standort) | Siedlung der Latènezeit und der römischen Kaiserzeit.                                                        | D-7-7029-0499 |      |
| Laub (Standort) | Siedlung der römischen Kaiserzeit.                                                                           | D-7-7029-0500 |      |
| Laub (Standort) | Mittelalterliche und frühneuzeitliche Befunde im Bereich der Katholischen Pfarrkirche St. Margareth in Laub. | D-7-7029-0501 |      |
| Laub (Standort) | Siedlung vorgeschichtlicher Zeitstellung und der römischen Kaiserzeit.                                       | D-7-7030-0047 |      |
| Laub (Standort) | Siedlung des Neolithikums.                                                                                   | D-7-7030-0048 |      |
| Laub (Standort) | Siedlung der Bronzezeit und der Latènezeit.                                                                  | D-7-7030-0135 |      |
| Laub (Standort) | Siedlung vorgeschichtlicher Zeitstellung.                                                                    | D-7-7030-0136 |      |
| Laub (Standort) | Siedlung vorgeschichtlicher Zeitstellung.                                                                    | D-7-7030-0137 |      |
| Laub (Standort) | Siedlung der Latènezeit.                                                                                     | D-7-7030-0138 |      |
| Laub (Standort) | Siedlung der Latènezeit.                                                                                     | D-7-7030-0139 |      |
| Laub (Standort) | Siedlung der Latènezeit.                                                                                     | D-7-7030-0149 |      |
| Laub (Standort) | Siedlung der Latènezeit.                                                                                     | D-7-7030-0150 |      |
| Laub (Standort) | Siedlung vorgeschichtlicher Zeitstellung.                                                                    | D-7-7030-0151 |      |
| Laub (Standort) | Siedlung der römischen Kaiserzeit.                                                                           | D-7-7030-0152 |      |
| Laub (Standort) | Siedlung des Neolithikums, der Latènezeit und der römischen Kaiserzeit.                                      | D-7-7129-0024 |      |
| Laub (Standort) | Siedlung des Neolithikums und der römischen Kaiserzeit.                                                      | D-7-7129-0513 |      |
| Laub (Standort) | Siedlung vorgeschichtlicher Zeitstellung.                                                                    | D-7-7129-0643 |      |
| Laub (Standort) | Siedlung vorgeschichtlicher Zeitstellung.                                                                    | D-7-7129-0644 |      |
| Laub (Standort) | Siedlung vorgeschichtlicher Zeitstellung.                                                                    | D-7-7129-0645 |      |
| Laub (Standort) | Siedlung vorgeschichtlicher Zeitstellung.                                                                    | D-7-7130-0253 |      |

### Bodendenkmäler in der Gemarkung Megesheim
| Lage                 | Objekt                                                                                             | Akten-Nr.     | Bild |
| -------------------- | -------------------------------------------------------------------------------------------------- | ------------- | ---- |
| Megesheim (Standort) | Siedlung vor- und frühgeschichtlicher Zeitstellung.                                                | D-7-7029-0127 |      |
| Megesheim (Standort) | Siedlung vor- und frühgeschichtlicher Zeitstellung.                                                | D-7-7029-0129 |      |
| Megesheim (Standort) | Siedlung des Neolithikums und der römischen Kaiserzeit; Grabhügel vorgeschichtlicher Zeitstellung. | D-7-7029-0130 |      |
| Megesheim (Standort) | Siedlung vor- und frühgeschichtlicher Zeitstellung.                                                | D-7-7029-0192 |      |

### Bodendenkmäler in der Gemarkung Munningen
| Lage                 | Objekt | Akten-Nr.     | Bild |
| -------------------- | --- | ------------- | ---- |
| Munningen (Standort) | Straße der römischen Kaiserzeit. | D-7-7029-0106 |      |
| Munningen (Standort) | Kastell der römischen Kaiserzeit, Gräber der römischen Kaiserzeit und des frühen Mittelalters.                                                                    | D-7-7029-0107 |      |
| Munningen (Standort) | Freilandstation des Paläolithikums, Siedlung des Neolithikums, der Bronzezeit, der Hallstattzeit, der Latènezeit, der römischen Kaiserzeit und des Mittelalters.  | D-7-7029-0111 |      |
| Munningen (Standort) | Straße der römischen Kaiserzeit. | D-7-7029-0113 |      |
| Munningen (Standort) | Straße der römischen Kaiserzeit. | D-7-7029-0114 |      |
| Munningen (Standort) | Siedlung der Urnenfelderzeit, der Latènezeit, der römischen Kaiserzeit und des frühen und hohen Mittelalters.                                                     | D-7-7029-0115 |      |
| Munningen (Standort) | Siedlung des Neolithikums. | D-7-7029-0333 |      |
| Munningen (Standort) | Siedlung des Neolithikums. | D-7-7029-0334 |      |
| Munningen (Standort) | Siedlung vorgeschichtlicher Zeitstellung. | D-7-7029-0335 |      |
| Munningen (Standort) | Siedlung der Bronzezeit. | D-7-7029-0336 |      |
| Munningen (Standort) | Siedlung vorgeschichtlicher Zeitstellung und der römischen Kaiserzeit.                                                                                            | D-7-7029-0337 |      |
| Munningen (Standort) | Freilandstation des Mesolithikums und Siedlung der Altheimer Kultur.                                                                                              | D-7-7029-0338 |      |
| Munningen (Standort) | Siedlung des Neolithikums. | D-7-7029-0339 |      |
| Munningen (Standort) | Freilandstation des Mesolithikums, Siedlung der Linearbandkeramik und der Metallzeiten.                                                                           | D-7-7029-0341 |      |
| Munningen (Standort) | Siedlung vorgeschichtlicher Zeitstellung. | D-7-7029-0342 |      |
| Munningen (Standort) | Siedlung vorgeschichtlicher Zeitstellung. | D-7-7029-0343 |      |
| Munningen (Standort) | Siedlung vorgeschichtlicher Zeitstellung. | D-7-7029-0354 |      |
| Munningen (Standort) | Siedlung vorgeschichtlicher Zeitstellung. | D-7-7029-0355 |      |
| Munningen (Standort) | Siedlung vorgeschichtlicher Zeitstellung und der römischen Kaiserzeit.                                                                                            | D-7-7029-0359 |      |
| Munningen (Standort) | Siedlung vorgeschichtlicher Zeitstellung. | D-7-7029-0361 |      |
| Munningen (Standort) | Siedlung des Neolithikums. | D-7-7029-0363 |      |
| Munningen (Standort) | Siedlung der Vorgeschichte und der römischen Kaiserzeit. | D-7-7029-0367 |      |
| Munningen (Standort) | Siedlung der Vorgeschichte und der römischen Kaiserzeit. | D-7-7029-0373 |      |
| Munningen (Standort) | Siedlung des Neolithikums. | D-7-7029-0374 |      |
| Munningen (Standort) | Freilandstation des Mesolithikums, Siedlung des Neolithikums, der Bronzezeit, Urnenfelder-, Hallstatt- und Latènezeit sowie der römischen Kaiserzeit.             | D-7-7029-0375 |      |
| Munningen (Standort) | Siedlung der Vorgeschichte und der römischen Kaiserzeit. | D-7-7029-0377 |      |
| Munningen (Standort) | Freilandstation des Mesolithikums, Siedlung der Altheimer Kultur.                                                                                                 | D-7-7029-0390 |      |
| Munningen (Standort) | Siedlung des Neolithikums, der Bronzezeit und der Latènezeit, Vicus und Gräberfeld der römischen Kaiserzeit, Siedlung des frühen und hohen Mittelalters.          | D-7-7029-0407 |      |
| Munningen (Standort) | Siedlung vorgeschichtlicher Zeitstellung. | D-7-7029-0414 |      |
| Munningen (Standort) | Siedlung vorgeschichtlicher Zeitstellung. | D-7-7029-0415 |      |
| Munningen (Standort) | Siedlung vorgeschichtlicher Zeitstellung. | D-7-7029-0416 |      |
| Munningen (Standort) | Siedlung vorgeschichtlicher Zeitstellung und der römischen Kaiserzeit.                                                                                            | D-7-7029-0417 |      |
| Munningen (Standort) | Siedlung des Neolithikums. | D-7-7029-0418 |      |
| Munningen (Standort) | Siedlung vorgeschichtlicher Zeitstellung. | D-7-7029-0419 |      |
| Munningen (Standort) | Siedlung vorgeschichtlicher Zeitstellung. | D-7-7029-0420 |      |
| Munningen (Standort) | Siedlung des Neolithikums und Gräber der Hallstattzeit. | D-7-7029-0432 |      |
| Munningen (Standort) | Mittelalterliche und frühneuzeitliche Befunde im Bereich der Katholischen Pfarrkirche St. Peter und Paul in Munningen. Siehe auch: St. Peter und Paul (Munningen) | D-7-7029-0438 |      |
| Munningen (Standort) | Siedlung der Hallstattzeit. | D-7-7029-0542 |      |

### Bodendenkmäler in der Gemarkung Schwörsheim
| Lage                   | Objekt | Akten-Nr.     | Bild |
| ---------------------- | --- | ------------- | ---- |
| Schwörsheim (Standort) | Straße der römischen Kaiserzeit. | D-7-7029-0133 |      |
| Schwörsheim (Standort) | Grabhügel vorgeschichtlicher Zeitstellung. | D-7-7029-0139 |      |
| Schwörsheim (Standort) | Siedlung vorgeschichtlicher Zeitstellung. | D-7-7029-0144 |      |
| Schwörsheim (Standort) | Siedlung des Neolithikums, der Urnenfelder- und Latènezeit sowie der römischen Kaiserzeit. | D-7-7029-0146 |      |
| Schwörsheim (Standort) | Freilandstation des Mesolithikums und Siedlung der Altheimer Kultur. | D-7-7029-0148 |      |
| Schwörsheim (Standort) | Siedlung des Jungneolithikums. | D-7-7029-0150 |      |
| Schwörsheim (Standort) | Siedlung vorgeschichtlicher Zeitstellung. | D-7-7029-0151 |      |
| Schwörsheim (Standort) | Freilandstation des Paläolithikums, Siedlung des Neolithikums, der Urnenfelderzeit, der Hallstattzeit und der Latènezeit sowie Siedlung und Brandgräber der römischen Kaiserzeit.                | D-7-7029-0194 |      |
| Schwörsheim (Standort) | Freilandstation des Mesolithikums und Siedlung des Neolithikums. | D-7-7029-0278 |      |
| Schwörsheim (Standort) | Siedlung des Neolithikums, der Bronzezeit, der Urnenfelderzeit, der Hallstattzeit und der jüngeren Latènezeit sowie Brandgräber der Urnenfelderzeit.                                             | D-7-7029-0388 |      |
| Schwörsheim (Standort) | Siedlungen vorgeschichtlicher Zeitstellung, darunter der Bronzezeit. | D-7-7029-0389 |      |
| Schwörsheim (Standort) | Siedlung des Neolithikums, der Urnenfelderzeit, der Hallstattzeit und der römischen Kaiserzeit.                                                                                                  | D-7-7029-0391 |      |
| Schwörsheim (Standort) | Freilandstation des Mesolithikums, Siedlung des Neolithikums, der Bronzezeit, der Urnenfelderzeit, der Latènezeit und der römischen Kaiserzeit sowie Brandgräber der Urnenfelderzeit.            | D-7-7029-0392 |      |
| Schwörsheim (Standort) | Siedlung des Neolithikums und der Urnenfelderzeit. | D-7-7029-0393 |      |
| Schwörsheim (Standort) | Brandgräber der Urnenfelderzeit. | D-7-7029-0394 |      |
| Schwörsheim (Standort) | Freilandstation des Paläolithikums; Siedlung des Neolithikums, der Latènezeit und der römischen Kaiserzeit; Brandgräber der späten Bronzezeit und Urnenfelderzeit.                               | D-7-7029-0395 |      |
| Schwörsheim (Standort) | Mittelalterliche und frühneuzeitliche Befunde im Bereich der Evangelisch-Lutherischen Filialkirche St. Leonhard in Schwörsheim und ihrer Vorgängerbauten. Siehe auch: St. Leonhard (Schwörsheim) | D-7-7029-0398 |      |

### Bodendenkmäler in der Gemarkung Trendel
| Lage               | Objekt                   | Akten-Nr.     | Bild |
| ------------------ | ------------------------ | ------------- | ---- |
| Trendel (Standort) | Siedlung der Latènezeit. | D-7-7030-0052 |      |

### Bodendenkmäler in der Gemarkung Wechingen
| Lage                 | Objekt                                                                               | Akten-Nr.     | Bild |
| -------------------- | ------------------------------------------------------------------------------------ | ------------- | ---- |
| Wechingen (Standort) | Freilandstation des Mesolithikums, Siedlung der Altheimer Kultur und der Bronzezeit. | D-7-7029-0427 |      |
| Wechingen (Standort) | Freilandstation des Mesolithikums und Grabhügel der Hallstattzeit.                   | D-7-7129-0017 |      |